# Fatajar
 (mai 2022).
Si vous disposez d'ouvrages ou d'articles de référence ou si vous connaissez des sites web de qualité traitant du thème abordé ici, merci de compléter l'article en donnant les références utiles à sa vérifiabilité et en les liant à la section « Notes et références ».

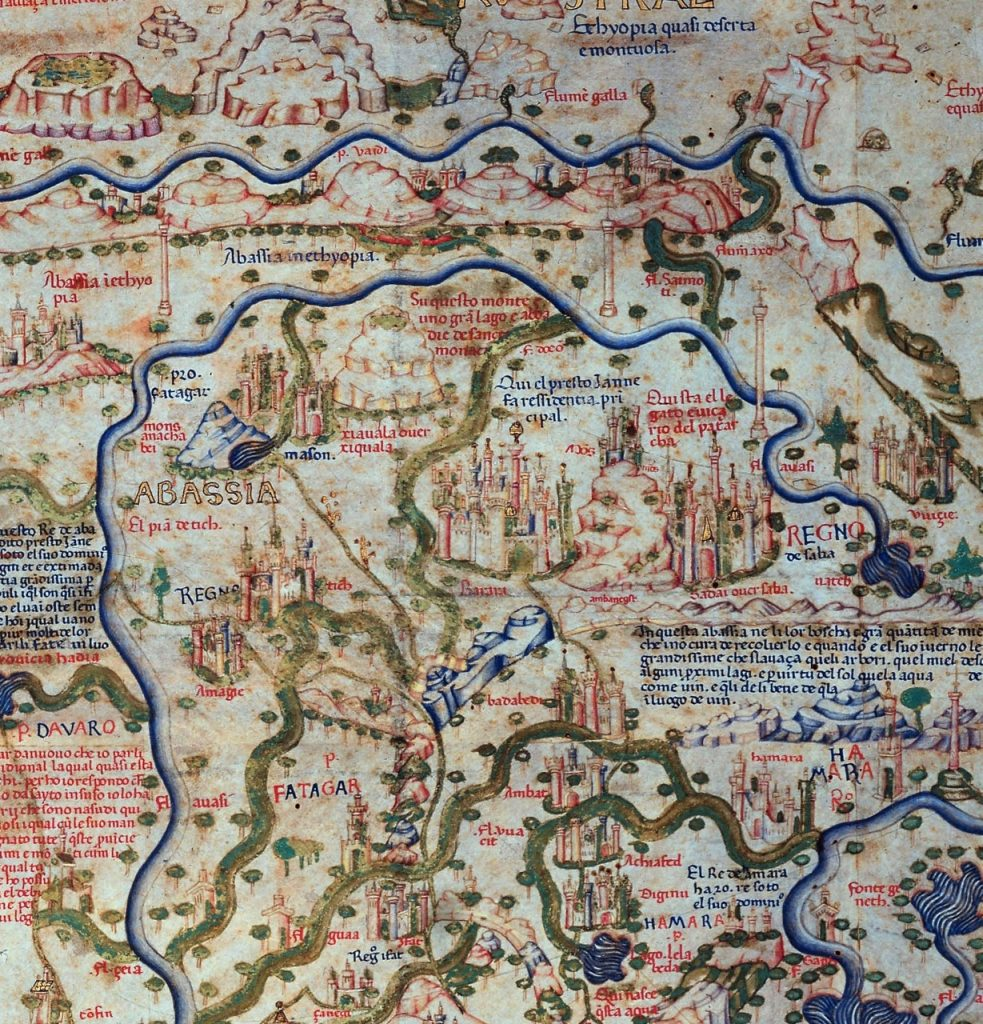
Carte médiévale de Fatajar.

Fatajar ou Fatagar est un ancien État musulman situé dans le Choa à l'est de l'Éthiopie, vassalisé de façon intermittente par le royaume chrétien d'Éthiopie. 

## Histoire
Des influences musulmanes dans la région sont documentées au XIIIe siècle, notamment en provenance du sultanat d'Ifat qui s'empare du royaume sous le règne d'Yagbéa-Syon. Le royaume est reconquis par Amda-Syon au XIVe siècle et l'influence chrétienne persiste pendant l'Âge d'or éthiopien sous Zara Yacoub et Baéda-Maryam. Au XVIe siècle, la région revient au centre des combats sous les règnes de Dawit II d'Éthiopie et du négus Gelawdewos, défait par Nur ibn al-Wazir Mujahid.